# Rezerwat przyrody Jezioro Głęboczko
Rezerwat przyrody Jezioro Głęboczko – wodny rezerwat przyrody położony na terenie gminy Bytów w powiecie bytowskim (województwo pomorskie), obejmujący wytopiskowo-lobeliowe jezioro Głęboczko (Głęboczek).
Obszar chroniony utworzony został 15 grudnia 1976 r. na podstawie Zarządzenia Ministra Leśnictwa i Przemysłu Drzewnego z dnia 10 listopada 1976 roku w sprawie uznania za rezerwaty przyrody (M.P. z 1976 r. Nr 42, poz. 206).

## Położenie
Rezerwat ma 27,59 ha powierzchni (całość podlega ochronie czynnej), spośród czego 22,5 ha przypada na samo jezioro. Otoczony jest on otuliną o obszarze 102,72 ha (według rozporządzenia z 2009 – 101,18 ha), na którą składają się wydzielenia leśne z nadleśnictwa Bytów. Pierwotna powierzchnia podana w zarządzeniu z 1976 wynosiła 24,32 ha, zaś według zarządzenia z 2009 – 27,6 ha. Obejmuje wydzielenia leśne w nadleśnictwie Bytów, leśnictwie Lipnica: 16f (część), 17g (część), 17j (część), 24d (część), 25a (część), 25b, 25c (część), 25d. Odpowiada to obrębowi ewidencyjnemu Pomysk Wielki – działki ewidencyjne nr 2, 16L (część), 17/1L (część), 24/1L (część), 25/1L (część).
Rezerwat leży na terenach chronionych programem Natura 2000: specjalnym obszarze ochrony siedlisk Bytowskie Jeziora Lobeliowe PLH 220005, a także w granicach otuliny Parku Krajobrazowego Doliny Słupi. Geograficznie znajduje się na Pojezierzu Bytowskim. W odległości kilkuset metrów na południe leży rezerwat przyrody Jezioro Cechyńskie Małe (otuliny obu obszarów graniczą ze sobą), zaś ok. 1 km na południe położone są Cechyny (przysiółek wsi Łąkie).

## Charakterystyka
Celem ochrony rezerwatowej jest „zachowanie jeziora lobeliowego wraz z charakterystyczną roślinnością oraz cennymi gatunkami roślin i zwierząt”. Na terenie rezerwatu występują gatunki charakterystyczne dla tego typu jezior, w tym lobelia jeziorna (Lobelia dortmanna), poryblin jeziorny (Isoëtes lacustris), brzeżyca jednokwiatowa (Littorella uniflora) oraz chroniona w ramach II załącznika unijnej dyrektywy siedliskowej elisma wodna (Luronium natans), a także m.in. wywłócznik, skrzyp bagienny, turzyca dzióbkowata i nitkowata. Głęboczko jest jeziorem wytopiskowym, jego głębokość sięga 29,6 metra.
Według planu ochrony ustalonego w 2016 na terenie rezerwatu ogranicza się meliorację i działalność rolniczą, zachowuje się stosunki wodne i hydrochemiczne i zwalcza turystykę rekreacyjną. Na jego obszarze w ograniczonym stopniu można prowadzić połowy ryb, nie jest on natomiast udostępniony do zwiedzania. Nie określono zadań ochronnych rezerwatu.